# Vas (gmina Kostel)
Vas – wieś w Słowenii, siedziba gminy Kostel. W 2018 roku liczyła 59 mieszkańców.